# Wallenberg-Pachaly-Palais

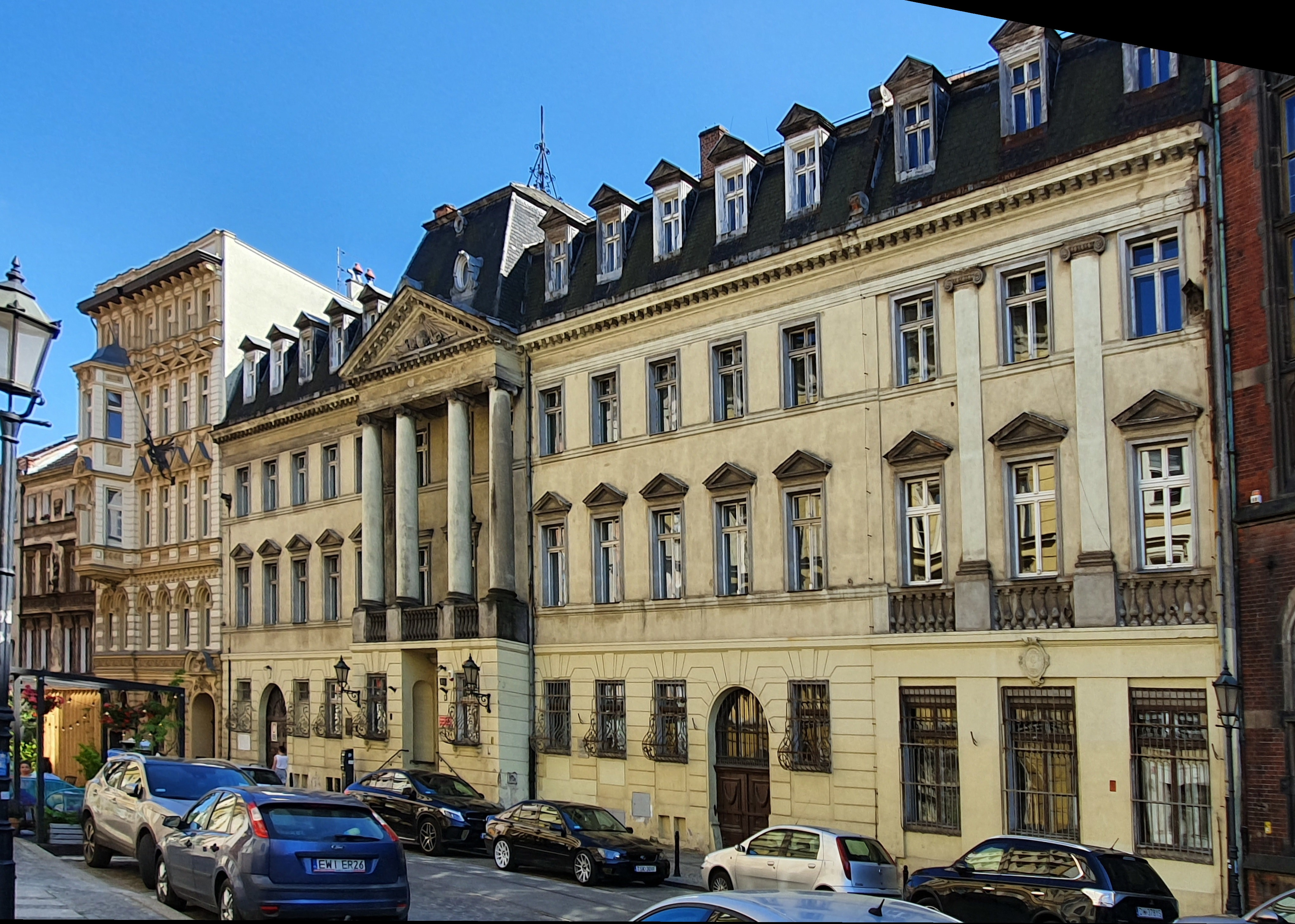
Wallenberg-Pachaly-Palais

Das Wallenberg-Pachaly-Palais ist ein Palais in der Breslauer Innenstadt. Es steht an der Karol-Szajnocha-Straße, dem ehemaligen Breslauer Roßmarkt.

## Geschichte

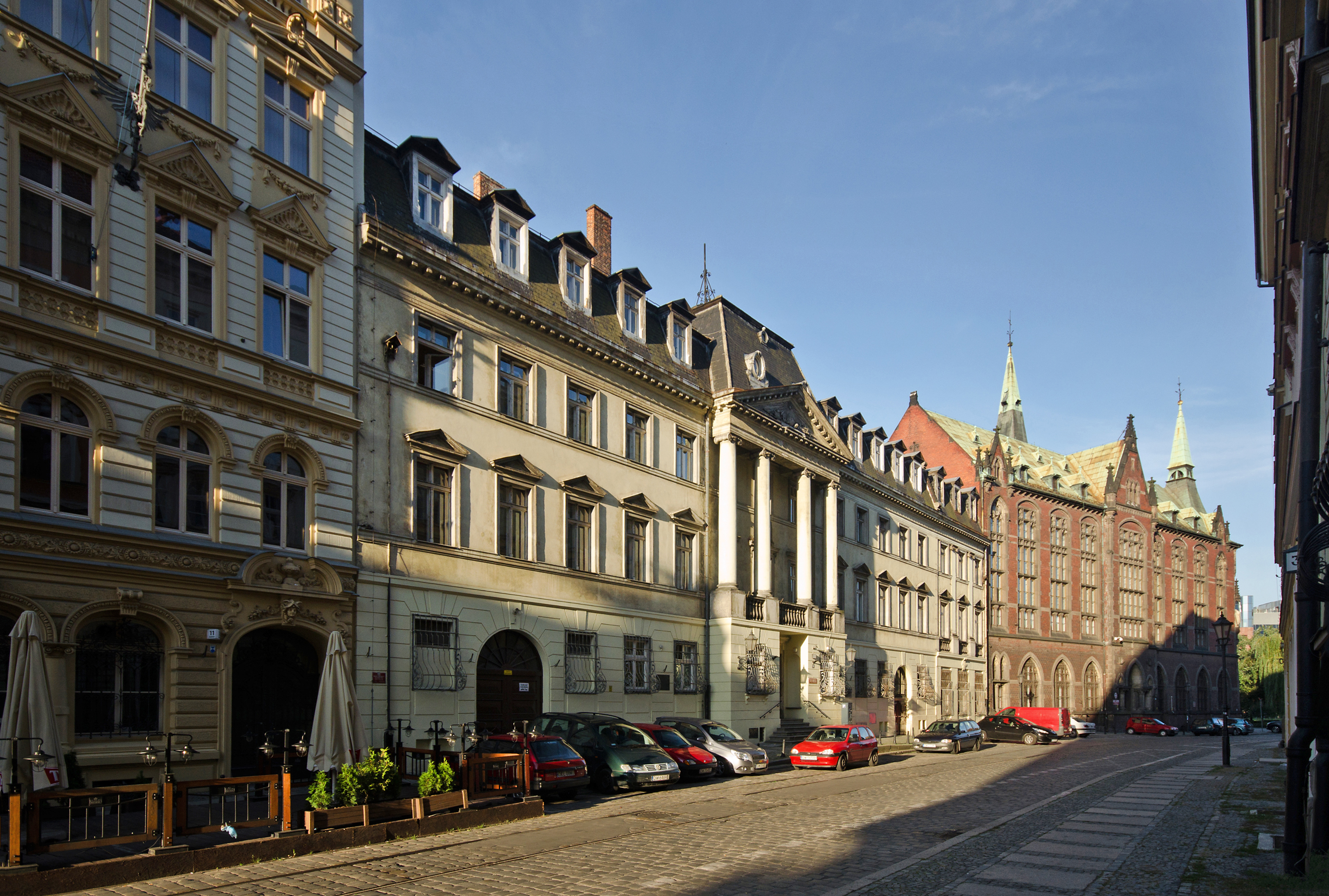

Das Palais wurde 1785–1787 nach dem Entwurf des Architekten Carl Gotthard Langhans für Karl Anton Gotthard Ducius von Wallenberg (1729–1787) und dessen Ehefrau Dorothea Elisabeth von Pachaly (1745–1798) errichtet. 1790 hielt sich Johann Wolfgang von Goethe während einer Schlesienreise in dem Palais auf. Um 1810 wurde das Gebäude um den Westflügel nach dem Entwurf von Carl Ferdinand Langhans, dem Sohn des Baumeisters, erweitert. Es war Sitz der Privatbank G. v. Pachaly sel. Neffe, später G. v. Pachaly Enkel, gegründet 1679. Die Inhaberfamilie saß im Vorstand der Breslauer Börse.
Der Wallenberg-Pachaly-Familiensitz und das Bankhaus wurden im Mai 1920 von der Commerz- und Privatbank Breslau übernommen. Ein namhafter Mitinhaber wurde der ehemalige Kavallerie-Offizier und schlesische Gutsbesitzer Friedrich von Wallenberg Pachaly.
Nach 1945 beherbergte das Gebäude einen Teil der Sammlungen der Universitätsbibliothek Breslau Seit Mitte 2013 werden die Sammlungen in das neue Bibliotheksgebäude in der Joliot-Curie-Straße umgesetzt. Derzeit (2018) sucht die Universität einen Käufer.

## Baudenkmal
Das Wallenberg-Pachaly-Palais wurde am 28. November 1947 unter der Nr. 27 sowie am 15. Februar 1962 unter der Nr. A/2792/191 in das Verzeichnis der Baudenkmäler aufgenommen.

## Architektur
Die Straßenfront steht in der Baufluchtlinie. Die Erdgeschossfassade besteht aus Bossenwerk. Beide Obergeschosse sind glatt verputzt, die Fenster des 1. Obergeschosses tragen dreieckige Tympana. Das Dachgeschoss unter einem Mansarddach wird durch eine Reihe von Lukarnen beleuchtet. Links bilden beide Obergeschosse einen klassischen Portikus auf vier ionischen Säulen, rechts sind zwei ionische Pilaster gleicher Größe sichtbar. Im ovalen Sitzungssaal befindet sich ein Deckenfresko von Anton Bartsch von 1788.